# August-Bebel-Platz (Bautzen)
Der August-Bebel-Platz, obersorbisch Augusta Bebelowe naměsto, ist ein innerstädtischer Platz im Bautzener Stadtteil Nordostring. Auf den Platz münden die Taucherstraße und die Martin-Hoop-Straße an der östlichen, Taucher- und Karl-Liebknecht-Straße an der südlichen, August-Bebel-Straße an der westlichen und Dr.-Ernst-Mucke-Straße an der nördlichen Ecke.

## Gestalt
Der Platz hat die Form eines etwa 160 m langen und 80 m breiten Rechtecks in der Ausrichtung Nordost-Südwest. In der Mitte des Rechtecks befindet sich die zwischen 1888 und 1891 errichtete evangelische Maria-und-Martha-Kirche, die das Straßenbild dominiert. An den Außenseiten ist der August-Bebel-Platz an drei Seiten von villenartigen Mehrfamilienhäusern umgeben. An der Nordostseite befindet sich der Zentrale Omnibusbahnhof Bautzens mit mehreren Haltestellen für Regional- und Fernbusse.

## Geschichte
Bis in die zweite Hälfte des 19. Jahrhunderts war die außerhalb der Stadtbefestigung gelegene Fläche des heutigen Platzes unbebaut. Der heutige August-Bebel-Platz entstand im Zuge des etwa 1870 begonnenen Ausbaus der Bautzner Ostvorstadt ab 1885 zunächst als Albertplatz, benannt nach dem seit 1873 regierenden sächsischen König Albert. Diesen Namen trug der Platz bis zum Ende des Zweiten Weltkrieges, danach wurde er nach dem Begründer der deutschen Sozialdemokratie August Bebel benannt.

## Bebauung
Neben der Maria-und-Martha-Kirche befinden sich am August-Bebel-Platz noch acht weitere Kulturdenkmale, darunter sechs Mietvillen (Nr. 1, 3, 4, 5, 6 und 11) sowie die Villa des Bezirkskirchenamtes (Nr. 10) und ein Mietshaus (Nr. 14). Alle Gebäude wurden zwischen 1870 und 1915 errichtet. 